# Manzanita
José Manuel Ortega Heredia (Madrid, 7 de febrero de 1956-Alhaurín de la Torre, Málaga, 5 de diciembre de 2004), más conocido por su nombre artístico Manzanita, fue un cantante y guitarrista español que se caracterizó por su voz rota y una especial habilidad tocando la guitarra. Murió por un paro cardiorrespiratorio.

## Biografía
Hijo de gitanos andaluces, era sobrino de Manolo Caracol. Nació en un ambiente flamenco: a los nueve años tocaba la guitarra en tablaos, y a los once acompañaba en las giras a Enrique Morente, de quien tomó el gusto por los poetas y la literatura. Tuvo siete hijos y uno de ellos, José Ortega Soto, siguió sus pasos como compositor y cantante.
En 1974, con solo dieciocho años, formó parte de una iniciativa del productor José Luis de Carlos: el grupo Los Chorbos, cuya rumba urbana reflejaba la situación marginal en los suburbios de las grandes ciudades, y que ejercieron notable influencia en Los Chichos y decenas de formaciones similares.
En 1978, de la mano del mismo productor, grabó su primer disco en solitario, Poco ruido y mucho duende, con un estilo muy personal con matices flamencos. Alcanzó un enorme éxito el tema «Verde», adaptación de un poema de Federico García Lorca. En 1980 graba su segundo elepé Espíritu sin nombre con el palmero Daniel Barba de las Arenas. Con su tercer disco, en 1981, Talco y bronce, logra superar el medio millón de copias en España con los sencillos «Un ramito de violetas» y «Por tu ausencia». Le siguieron Cuando la noche te envuelve (1982), La quiero a morir (1983) y Mal de amores (1984), 
Ya en 1986 publicó Echando sentencias, donde se incluyeron instrumentos árabes e indios. En 1988 lanzó En voz baja a las rosas, con adaptaciones de sor Juana Inés de la Cruz, Luis de Góngora y García Lorca. En 1993 dejó testimonio de su fe en el disco Quédate con Cristo. Después de un largo silencio, en que solo cantó para la Iglesia evangélica, en 1998 regresó con el disco Por tu ausencia, grabación en directo de grandes éxitos y nuevos temas que fue disco de oro. En 1999 repitió el disco de oro con la banda sonora de la película Sobreviviré.
En 2000 grabó Dímelo, nuevo disco de oro, y en 2002 Gitano cubano, acompañado por Raimundo Amador, Lolita Flores y los cantantes cubanos Lucrecia y David Montes. Finalmente, en La cucharita (2004) interpretó temas de algunos americanos como Jorge Velosa, Bob Marley, Rubén Blades o Roberto Carlos.

### Muerte y entierro
Murió a los 48 años en su casa del municipio malagueño de Alhaurín de la Torre, víctima de un paro cardiorrespiratorio a las 12:00 a. m. del lunes 6 de diciembre de 2004. Los vecinos, al oír ruidos extraños en la casa del cantante, alertaron a los servicios de emergencias, que se desplazaron inmediatamente a la vivienda aunque ya no pudieron salvar su vida.
Su entierro, al que acudieron más de mil personas, familiares y amigos de toda Andalucía, fue a las 10:00 a. m. en el cementerio de la villa al día siguiente de su muerte (el martes 7 de diciembre de 2004).

## Discografía

### Álbumes de estudio
- Poco ruido y mucho duende (CBS, 1978)
- Espíritu sin nombre (CBS, 1980)
- Talco y bronce (CBS, 1981)
- Cuando la noche te envuelve (CBS, 1982)
- La quiero a morir (CBS, 1983)
- Mal de amores (CBS, 1984)
- Echando sentencias (RCA, 1986)
- En voz baja a las rosas (RCA, 1988)
- Sueño de amor (Horus, 1991)
- Caja de música (Horus, 1993)
- Vuelo de paloma (Horus, 1991)
- Quédate con Cristo (Horus, 1995)
- Por tu ausencia, recopilatorio en directo (WEA, 1998)
- Dímelo (WEA, 2000)
- Gitano cubano (WEA, 2002)
- La cucharita (CDI, 2004)
- Sueño de amor (2005)

### Álbumes recopilatorios
- Lo mejor de Manzanita (2005)
- Canciones encontradas y grandes éxitos (2013)